# Districtul Sōma, Fukushima
Sōma (相馬郡 Sōma-gun?) este un district⁠(d) situat în prefectura Fukushima, Japonia.

Locația districtului Sōma din Prefectura Fukushima

Districtul are o populație estimată de 41.540 locuitori și o densitate de 87.18 de persoane pe km2 acord recensământului din 2003. Suprafața totală este de 476,49 km2. 

## Orașe și sate
- Shinchi
- Iitate

## Fuziune
- Pe 1 ianuarie 2006, orașul Haramachi și orașele Kashima și Odaka au fuzionat pentru a crea orașul Minamisōma.[2]